# Viçosa (Alagoas)
Viçosa is een gemeente in de Braziliaanse deelstaat Alagoas. De gemeente telt 26.830 inwoners (schatting 2009).

## Geboren
- Zé do Cavaquinho (1911-1981), zanger